# Oxyde de fer(III)
Pour les articles homonymes, voir oxyde de fer.
L'oxyde de fer(III), également appelé oxyde ferrique et sesquioxyde de fer, est le composé chimique de formule Fe2O3, où le fer a le nombre d'oxydation +III. C'est l'un des trois oxydes principaux du fer, les deux autres étant l'oxyde de fer(II) FeO, plutôt rare, et l'oxyde de fer(II,III) Fe3O4.
L'oxyde de fer(III) est paramagnétique. Sous forme hydratée il constitue la rouille. Il est de couleur ocre à rouille sous forme pulvérulente — ce qui donne notamment sa couleur à la planète Mars — mais grise à noire sous forme cristallisée.
L'oxyde de fer(III) est présent dans la nature sous la forme de deux minéraux, l'hématite (polymorphe α) et la maghémite (polymorphe γ).
Les oxydes de fer sont à la base de nombreux pigments. L'oxyde de fer(III) est connu sous le nom de rouge anglais ; avec de l'alumine, il constitue le rouge de Mars.

## Structure
Il existe cinq phases distinctes d'oxyde de fer(III) :
- α-Fe2O3 a la structure rhomboédrique du corindon α-Al2O3 et est la forme la plus courante d'oxyde de fer(III), celle de l'hématite, principal minerai de fer. Il est antiferromagnétique en dessous d'environ 260 K, et légèrement ferromagnétique entre cette température (sa transition de Morin) et environ 960 K, sa température de Néel[9]. Il peut être facilement préparé par thermolyse et précipitation en phase liquide. Ses propriétés magnétiques dépendent de plusieurs facteurs, en premier lieu de la pression, de la taille des particules et de l'intensité du champ magnétique appliqué.

- β-Fe2O3 a une structure cubique à faces centrées. Il est métastable, et redonne la phase α au-dessus d'environ 500 °C. Il peut être produit par réduction de l'hématite au carbone, pyrolyse d'une solution de perchlorure de fer ou thermolyse de sulfate ferrique.

- γ-Fe2O3 a une structure cubique. Il est métastable, et redonne la phase α à haute température. Sa forme minérale naturelle est la maghémite. Ses particules dont le diamètre est inférieur à 10 nm sont superparamagnétiques. On peut le préparer par déshydratation d'un oxyhydroxyde de fer(III) γ-FeOOH ou par oxydation ménagée de l'oxyde de fer(II,III) FeO·Fe2O3). Les particules ultrafines peuvent être produites par thermolyse d'oxalate de fer(III).

- ε-Fe2O3 a une structure rhomboédrique. Les propriétés de cette phase sont intermédiaires entre celles des phases α et γ. Elle n'a jamais été préparée sous forme pure jusqu'à présent, et a toujours été obtenue mélangé à une phase α ou γ. On peut la préparer par oxydation du fer au four à arc électrique ou par précipitation sol-gel de nitrate de fer(III). Un matériau à taux élevé de phase ε peut cependant être obtenu par traitement thermique d'une phase γ. La phase ε est métastable, redonnant de la phase α au-dessus de 500 °C à 750 °C environ.

- Fe2O3 amorphe existe à haute pression.

## Propriétés chimiques et applications
L'oxyde de fer(III) se dissout facilement dans les acides forts tels que l'acide chlorhydrique et l'acide sulfurique. Il se dissout également très bien dans les agents de chélation tels que l'EDTA et l'acide oxalique.
Il entre souvent dans la composition des thermites, dont la combustion est très exothermique :
2 Al + Fe2O3 → 2 Fe + Al2O3.
Cette réaction est utilisée pour souder de grandes pièces métalliques telles que des rails de voies ferrées en guidant le fer fondu entre les pièces à souder au moyen d'un entonnoir en céramique.
Le minerai d'oxyde de fer(III) est la principale source de fer pour l'industrie sidérurgique.

## Pigments
Le sesquioxyde de fer est le pigment PR 101 du Colour Index, connu sous le nom de rouge anglais ; avec de l'alumine, il constitue le rouge de Mars. Leur teinte rouge varie selon le traitement de la matière par calcination. Il s'agit de noms commerciaux, dont la teinte varie selon les fabricants ; en couleurs pour artistes : 063 Rouge anglais, 339 Rouge anglais, 627 Rouge anglais, 181, 58, 60 Rouge anglais ; en décoration d'intérieur : 150-32 Rouge anglais. Cette dernière teinte rappelle plutôt le rouge des uniformes de Horse guards et en général des tuniques rouges, autrefois obtenu à partir de la garance ou de cochenille, que le brun rougeâtre de la couleur pour artistes obtenue avec l'oxyde de fer.